# Dortmund Moon Sliders
Dortmund Moon Sliders（ドルトムント ムーン スライダース）は、日本のクリエイティブチームである。レーベルは405 PRODUCTION。

## 概要
2019年5月に始動した東京発4人組クリエイティヴチーム。メンバー全員が音楽活動を行う傍、一般企業勤務という経歴を持っている。
楽曲制作・映像制作・アートディレクションなど、バンドに関わる部分をメンバー自らが行い、完全なる「Do It Yourself」であることをテーマに活動を開始した。

## メンバー
- PETAS（ペタス） ボーカル・ギター・ピアノ

プロジェクトを立ち上げ、Dortmund Moon Slidersの楽曲のほとんどを作詞作曲している。
また、公開されているすべてのミュージックビデオの監督・編集を行なっている。
- JIPON（ジポン） ベース・シンセサイザー・ピアノ

主にベースを担当しているが、楽曲によってはシンセサイザーなどを弾いている。
また、都内を中心にDJとしても活躍をしている。
- MARU（マル） ギター・ベース・マンドリン

弦楽器担当。楽曲により、ベース・マンドリンを弾いている。
1stEP「DMS」に収録されている「It's Gonna Be Happy」が初の作詞・作曲作品となった。
- TATSU（タツ） ドラムス

2020年4月に加入。

## 年表
2019年
- - 5月2日：1stシングル「Weekend Sun」をリリース。
  - 6月1日：「RUBY ROOM TOKYO」にて実施された「Orange Bathroom Gigs」にて初ライブ出演。
  - 6月6日：2ndシングル「Ooh La La」をリリース。
  - 12月14日：「渋谷HOME」にて実施された「Excite Stage」に出演(Acoustic Set)。

2020年
- - 5月27日：1stEP「DMS[1]」をリリース。
  - 7月1日：3rdシングル「Ame」をリリース。
  - 8月12日：4thシングル「Hakuchumu」をリリース。
  - 10月28日：5thシングル「Delio」をリリース。

2021年
- - 2月3日：6thシングル「Night Walk [2][3]」をリリース。
  - 4月16日：「Night Walk (Acoustic Session)」の映像を公開。
  - 5月6日：「Night Walk (Studio Live Session)」の映像を公開。
  - 7月21日：7thシングル「Paralyzed My Tongue」をリリース。

2022年
- - 5月11日：1stフルアルバム「Life Is Beautiful」をリリース。
  - 6月10日：「Life Is Beautiful」リリース記念イベント「CHAMPAGNE SUPERNOVA」を共演にYAJICO GIRL、macicoを迎え、渋谷Club Asiaにて開催。
  - 10月10日：MINAMI WHEELに出演。
  - 11月2日：渋谷Club Asiaで開催された「ROCK NO COCORO 15th Anniversary」に出演。

## ディスコグラフィー

### シングル
| 枚  | リリース       | タイトル            | 備考                                                    |
| --- | -------------- | ------------------- | ------------------------------------------------------- |
| 1st | 2019年5月2日   | Weekend Sun         | -                                                       |
| 2nd | 2019年6月6日   | Ooh La La           | -                                                       |
| 3rd | 2020年7月1日   | Ame                 | -                                                       |
| 4th | 2020年8月12日  | Hakuchumu           | -                                                       |
| 5th | 2020年10月28日 | Delio               | -                                                       |
| 6th | 2021年2月3日   | Night Walk          | -                                                       |
| 7th | 2021年7月21日  | Paralyzed My Tongue | 琉球朝日放送こきざみぷらす2021年8月度エンディングテーマ |
| 8th | 2021年2月3日   | Compass             | -                                                       |

### EP
| 枚  | リリース      | タイトル | 備考 |
| --- | ------------- | -------- | ---- |
| 1st | 2020年5月27日 | DMS      | -    |

### LP
| 枚  | リリース      | タイトル          | 備考 |
| --- | ------------- | ----------------- | ---- |
| 1st | 2022年5月11日 | Life Is Beautiful | -    |